# Edward Turkington
Edward Lawrence Turkington (10 de janeiro de 1899 — 3 de setembro de 1996) foi um jogador de rugby union estadunidense, campeão olímpico.

## Carreira
Ele se formou na Lowell High School e depois estudou na Universidade Stanford, participando ativamente de atividades esportivas em ambas as instituições. Durante a Primeira Guerra Mundial, ele serviu nas forças blindadas. Após a sua conclusão, iniciou um negócio de comércio de grãos e depois, depois do falecido sogro, assumiu funções numa construtora, onde, entre outras coisas, supervisionou a construção de rampas para a Ponte São Francisco–Oakland Bay em construção.
Turkington integrou a equipe da Seleção dos Estados Unidos que conquistou a medalha de ouro nos Jogos Olímpicos de Verão de 1924 em Paris. Ele jogou uma partida desta competição, em 11 de maio, os americanos derrotaram os romenos por 37-0 no Stade de Colombes. Juntamente com outros medalhistas de ouro do rugby union, ele foi incluído no Hall da Fama do IRB em 2012.
Durante a Segunda Guerra Mundial, foi um oficial do Conselho Regional de Produção de Guerra e, após o fim da guerra, tornou-se o diretor regional da Administração de Pequenas Empresas. Ele foi diretor da Câmara de Comércio de São Francisco , membro vitalício do Clube Olímpico e esteve envolvido em diversas instituições de caridade.